# Comuna de Pelplin
Pelplin (polaco: Gmina Pelplin) é uma gminy (comuna) na Polónia, na voivodia de Pomerânia e no condado de Tczewski. A sede do condado é a cidade de Pelplin.
De acordo com os censos de 2004, a comuna tem 16 600 habitantes, com uma densidade 118,2 hab/km².

## Área
Estende-se por uma área de 140,45 km², incluindo:
- área agricola: 80%
- área florestal: 11%

## Demografia
Dados de 30 de Junho 2004:
|                      | Total   | Total | Mulheres | Mulheres | Homens  | Homens |
| -------------------- | ------- | ----- | -------- | -------- | ------- | ------ |
|                      | pessoas | %     | pessoas  | %        | pessoas | %      |
| População            | 16 600  | 100   | 8287     | 49,9     | 8313    | 50,1   |
| Densidade (pop./km²) | 118,2   | 100   | 59       | 59       | 59,2    | 59,2   |

De acordo com dados de 2002, o rendimento médio per capita ascendia a 1202,7 zł.

## Comunas vizinhas
- Bobowo, Gniew, Miłoradz, Morzeszczyn, Starogard Gdański, Subkowy, Sztum